# Sint-Agnetendal

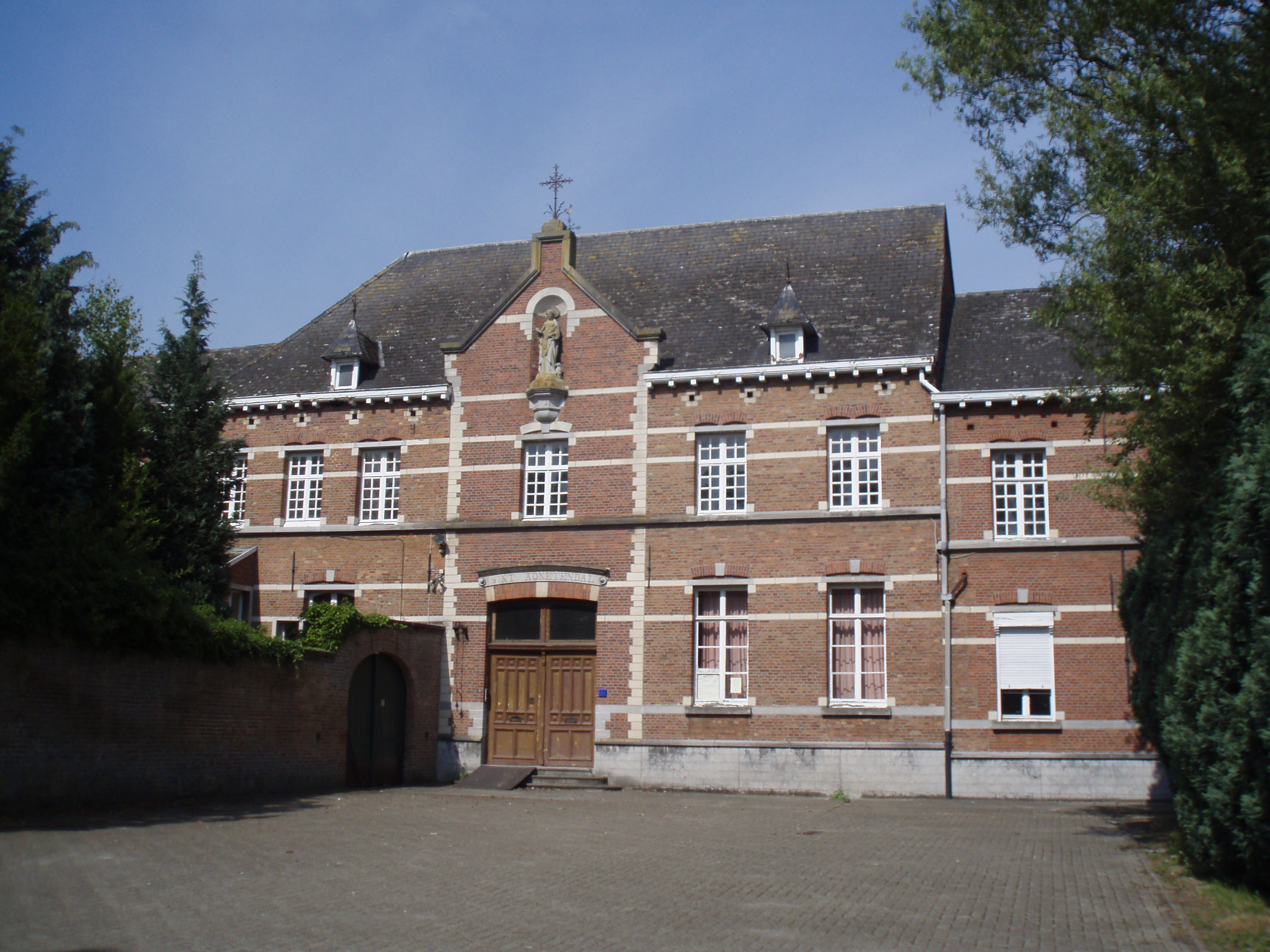
Voorgevel Sint-Agnetendal

Sint-Agnetendal was een klooster van Franciscanessen te Arendonk in België, gelegen aan De Daries 2 en Kloosterbaan 5.
Dit klooster werd in 1717 gesticht door een aantal zusters die verdreven werden uit klooster Agnetendal te Dommelen. Andere zusters uit dit klooster hadden reeds eerder Klooster Nazareth te Weert gesticht.
In 1726 werd met de bouw van het nieuwe klooster gestart, maar het aantal monialen groeide en bedroeg in 1740 reeds 24 geprofeste religieuzen. Daarom werd in 1753 met de bouw van een grotere kapel begonnen.
Problemen ontstonden in 1798 toen de zusters opnieuw verdreven werden, ditmaal door de Fransgezinden. Het klooster werd onteigend en verkocht, en een deel ervan werd gesloopt.
In 1819 konden de zusters hun klooster terugkopen en werd begonnen met de heropbouw. Een oude refter die voorheen als varkensstal was gebruikt, werd omgevormd tot nieuwe kapel. De zusters ontplooiden opnieuw onderwijsactiviteiten, namelijk een dorpsschool (1819) en een meisjespensionaat (1821). In 1902 en 1907 werden de scholen gemoderniseerd en uitgebreid, en er kwam ook een bewaarschool.
Na een periode van bloei zette in de tweede helft van de 20e eeuw de neergang in. Het aantal geestelijken bleef dalen en in 2002 werd het klooster opgeheven. De drie laatste zusters verhuisden naar het klooster van hun orde te Herentals in België. De gebouwen en een deel van de kloostertuin kregen in 2003 de monumentenstatus.
De voormalige kloostervleugels zijn voor het grootste deel eigendom van Bouwmaatschappij De Noorderkempen. In 2017 werden in de kloostertuin de eerste sociale huurwoningen gebouwd en in gebruik genomen. In 2021 zullen de werken starten voor het restaureren van het eigenlijke klooster en het omvormen tot een cohousing-project, bestaande uit 26 wooneenheden. Ook de kloostertuin zal worden heraangelegd en publiek toegankelijk worden gemaakt.